# Факкинетти, Чиприано
Чиприано Факкинетти (итал. Cipriano Facchinetti; 13 января 1889, Кампобассо, Молизе — 18 февраля 1952, Рим) — итальянский журналист и политик, военный министр Италии (1946—1947), министр обороны Италии (1947—1948).

## Биография
Родился в семье тюремного надзирателя Джованни Факкинетти и Марии Пеццано. Вскоре семья переехала в Бусто-Арсицио (Ломбардия), уже в юности Факкинетти примкнул к Республиканской партии и начал журналистскую деятельность. Сначала сотрудничал в местной газете Бусто Арсицио Il Corriere democratico и в Il Nuovo Ideale, позднее перешёл в Il Cacciatore delle Alpi в Варесе, которую возглавил в 1910 году. В тот период отстаивал идеи ирредентизма, также уделял внимание проблеме гражданских прав, а в 1911 году поддержал кампанию за легализацию разводов в Италии.
В 1911 году поддержал также восстание за независимость в албанской провинции Малеша, которому оказал содействие не только в области публицистики, но и в организационном отношении, и отправился волонтёром на театр военных действий. В 1912 году отправился на Первую Балканскую войну, в период Первой мировой войны в 1915—1918 годах вновь отправился на Балканский театр военных действий, откуда вернулся раненым и награждённым серебряной медалью за воинскую доблесть.
Оставив военную службу, возглавил в Милане газету L’Italia del Popolo, посвящая себя в основном внешнеполитическим темам и отстаивая принципы Лиги Наций. В 1924 году впервые был избран в Палату депутатов, принял участие в Авентинском блоке и в 1926 году эмигрировал во Францию, где был избран национальным секретарём Республиканской партии в изгнании. Был схвачен германскими оккупационными властями, выдан фашистской Италии и осуждён Специальным трибуналом безопасности на тридцать лет тюремного заключения. Освобождён 25 июля 1943 года, после объявления о перемирии с англо-американскими союзниками, сделанного маршалом Бадольо 8 сентября 1943 года, и последовавшей за ним оккупацией северной Италии германскими войсками Факкинетти бежал в Швейцарию и вернулся в Рим только в декабре 1944 года. Вошёл во временный орган власти — Национальный совет и затем — в Учредительное собрание Италии. 28 июня 1946 баллотировался на пост президента Итальянской Республики, получил 40 голосов, заняв второе место; также баллотировался в 1947, но получил всего 2 голоса; также баллотировался в 1948, но также безуспешно.
С 13 июля 1946 по 2 февраля 1947 года являлся военным министром Италии во втором правительстве Де Гаспери, а с 15 декабря 1947 по 23 мая 1948 года — министром обороны в четвёртом правительстве Де Гаспери.
В 1948 году назначен в Сенат 1-го созыва как senatore di diritto.
С 1945 по 1949 год Факкинетти являлся президентом Национальной федерации итальянской печати, а впоследствии — председателем совета директоров агентства печати ANSA и почётным президентом аэропорта Мальпенса.
Умер в Риме 18 февраля 1952 года.